# Whatcha Do To Me
«Whatcha Do To Me» es una canción compuesta por el cantante estadounidense Shaun Taylor-Corbett, lanzada en 2004. Está incluida en el CD Online "Pop Music Vol.10" (2015) y en el álbum Debut de Shaun llamado Young Love (2010). La canción apareció en la serie Good Girls Don't en el episodio "Whatever Happened to Jane's Baby". 

## Video musical
Existía un video de esta canción lanzado en 2008 en producido por Wiseguy Entertainment y dirigido por Eileen Travis publicado en Amazon.com, pero actualmente ya no está disponible; se cree que lo dieron de baja al no ser tan popular.
Sin embargo, un segmento de este video fue subido a YouTube en el año 2010 por el usuario "yzzman2". Este segmento de 16 segundos empieza con Shaun jugando con unos guantes de boxeo. Luego aparece cantando rodeado de 3 mujeres rubias bailando de manera seductora. Al final sale una toma de él con las chicas en un automóvil, conduciendo en la calle.